# Primera División de Chile 2005
Primera División de Chile 2005 var den chilenska högstaligan i fotboll för herrar för säsongen 2005 och bestod av två mästerskap, Torneo Apertura och Torneo Clausura. Unión Española vann Apertura och tog därmed sin sjätte titel medan Universidad Católica vann Clausura och tog sin nionde titel.

## Kvalificering för internationella turneringar
Copa Sudamericana 2005
- Vinnaren av grundserien i Torneo Apertura: Universidad Católica
- Tvåan av grundserien i Torneo Apertura: Universidad de Chile

Copa Libertadores 2006
- Vinnaren av Torneo Apertura: Unión Española
- Vinnaren av Torneo Clausura: Universidad Católica
- Bäst placerade icke-kvalificerade lag i grundserien av Torneo Clausura: Colo-Colo

## Torneo Apertura

### Sammanlagd tabell
| Plac. | Lag                       | Poäng | S  | V  | O | F  | GM | IM | MSK |
| ----- | ------------------------- | ----- | -- | -- | - | -- | -- | -- | --- |
| 1     | Universidad Católica      | 44    | 19 | 14 | 2 | 3  | 39 | 13 | 26  |
| 2     | Universidad de Chile      | 39    | 19 | 12 | 3 | 4  | 36 | 19 | 17  |
| 3     | Cobreloa                  | 33    | 19 | 10 | 3 | 6  | 35 | 29 | 6   |
| 4     | Colo-Colo                 | 32    | 19 | 9  | 5 | 5  | 34 | 24 | 10  |
| 5     | Cobresal                  | 32    | 19 | 9  | 5 | 5  | 32 | 25 | 7   |
| 6     | Huachipato                | 31    | 19 | 10 | 1 | 8  | 31 | 28 | 3   |
| 7     | Everton                   | 30    | 19 | 8  | 6 | 5  | 32 | 27 | 5   |
| 8     | Coquimbo Unido            | 29    | 19 | 9  | 2 | 8  | 27 | 29 | -2  |
| 9     | Rangers                   | 28    | 19 | 7  | 7 | 5  | 24 | 23 | 1   |
| 10    | Unión Española            | 26    | 19 | 7  | 5 | 7  | 32 | 31 | 1   |
| 11    | Deportes La Serena        | 26    | 19 | 7  | 5 | 7  | 28 | 35 | -7  |
| 12    | Deportes Concepción       | 25    | 19 | 6  | 7 | 6  | 20 | 21 | -1  |
| 13    | Santiago Wanderers        | 23    | 19 | 7  | 2 | 10 | 28 | 30 | -2  |
| 14    | Universidad de Concepción | 22    | 19 | 6  | 4 | 9  | 23 | 31 | -8  |
| 15    | Palestino                 | 21    | 19 | 6  | 3 | 10 | 21 | 28 | -7  |
| 16    | Deportes Puerto Montt     | 18    | 19 | 5  | 3 | 11 | 30 | 36 | -6  |
| 17    | Unión San Felipe          | 18    | 19 | 5  | 3 | 11 | 16 | 26 | -10 |
| 18    | Deportes Melipilla        | 17    | 19 | 4  | 5 | 10 | 14 | 30 | -16 |
| 19    | Deportes Temuco           | 17    | 19 | 3  | 8 | 8  | 24 | 31 | -7  |
| 20    | Audax Italiano            | 16    | 19 | 3  | 7 | 9  | 22 | 32 | -10 |

|  | Kvalificerade för Copa Sudamericana 2005. |

### Grupp A
| Plac | Lag                | Poäng | S  | V  | O | F  | GM | IM | MSK |
| ---- | ------------------ | ----- | -- | -- | - | -- | -- | -- | --- |
| 1    | Colo-Colo          | 32    | 19 | 9  | 5 | 5  | 34 | 24 | 10  |
| 2    | Huachipato         | 31    | 19 | 10 | 1 | 8  | 31 | 28 | 3   |
| 3    | Unión San Felipe   | 18    | 19 | 5  | 3 | 11 | 16 | 26 | -10 |
| 3    | Deportes Melipilla | 17    | 19 | 4  | 5 | 10 | 14 | 30 | -16 |
| 4    | Audax Italiano     | 16    | 19 | 3  | 7 | 9  | 22 | 32 | -10 |

### Grupp B
| Plac | Lag                   | Poäng | S  | V  | O | F  | GM | IM | MSK |
| ---- | --------------------- | ----- | -- | -- | - | -- | -- | -- | --- |
| 1    | Cobreloa              | 33    | 19 | 10 | 3 | 6  | 35 | 29 | 6   |
| 2    | Coquimbo Unido        | 29    | 19 | 9  | 2 | 8  | 27 | 29 | -2  |
| 3    | Deportes La Serena    | 26    | 19 | 7  | 5 | 7  | 28 | 35 | -7  |
| 4    | Santiago Wanderers    | 23    | 19 | 7  | 2 | 10 | 28 | 30 | -2  |
| 5    | Deportes Puerto Montt | 18    | 19 | 5  | 3 | 11 | 30 | 36 | -6  |

### Grupp C
| Plac | Lag                       | Poäng | S  | V | O | F  | GM | IM | MSK |
| ---- | ------------------------- | ----- | -- | - | - | -- | -- | -- | --- |
| 1    | Unión Española            | 26    | 19 | 7 | 5 | 7  | 32 | 31 | 1   |
| 2    | Deportes Concepción       | 25    | 19 | 6 | 7 | 6  | 20 | 21 | -1  |
| 3    | Universidad de Concepción | 22    | 19 | 6 | 4 | 9  | 23 | 31 | -8  |
| 4    | Palestino                 | 21    | 19 | 6 | 3 | 10 | 21 | 28 | -7  |
| 5    | Deportes Temuco           | 17    | 19 | 3 | 8 | 8  | 24 | 31 | -7  |

### Grupp D
| Plac | Lag                  | Poäng | S  | V  | O | F | GM | IM | MSK |
| ---- | -------------------- | ----- | -- | -- | - | - | -- | -- | --- |
| 1    | Universidad Católica | 44    | 19 | 14 | 2 | 3 | 39 | 13 | 26  |
| 2    | Universidad de Chile | 39    | 19 | 12 | 3 | 4 | 36 | 19 | 17  |
| 3    | Cobresal             | 32    | 19 | 9  | 5 | 5 | 32 | 25 | 7   |
| 4    | Everton              | 30    | 19 | 8  | 6 | 5 | 32 | 27 | 5   |
| 5    | Rangers              | 28    | 19 | 7  | 7 | 5 | 24 | 23 | 1   |

|  | Kvalificerade för slutspel |
|  | Kvalificerade för playoff  |

### Slutspel

#### Playoff
Rangers och Unión San Felipe gick vidare till den första omgången i och med högre poäng i grundserien.

#### Final
| Primera División Vinnare av Torneo Apertura 2005 |
| ------------------------------------------------ |
| Chile                                            |
| Unión Española 6:e titeln                        |

## Torneo Clausura

### Sammanlagd tabell
| Plac. | Lag                       | Poäng | S  | V  | O | F  | GM | IM | MSK |
| ----- | ------------------------- | ----- | -- | -- | - | -- | -- | -- | --- |
| 1     | Universidad Católica      | 49    | 19 | 15 | 4 | 0  | 33 | 3  | 30  |
| 2     | Colo-Colo                 | 44    | 19 | 13 | 5 | 1  | 47 | 17 | 30  |
| 3     | Universidad de Chile      | 38    | 19 | 11 | 5 | 3  | 34 | 24 | 10  |
| 4     | Huachipato                | 34    | 19 | 10 | 4 | 5  | 31 | 20 | 11  |
| 5     | Deportes Concepción       | 33    | 19 | 9  | 6 | 4  | 28 | 24 | 4   |
| 6     | Cobresal                  | 28    | 19 | 8  | 4 | 7  | 30 | 24 | 6   |
| 7     | Universidad de Concepción | 27    | 19 | 8  | 3 | 8  | 27 | 28 | -1  |
| 8     | Deportes La Serena        | 24    | 19 | 6  | 6 | 7  | 24 | 24 | 0   |
| 9     | Unión Española            | 24    | 19 | 6  | 6 | 7  | 30 | 34 | -4  |
| 10    | Cobreloa                  | 23    | 19 | 6  | 5 | 8  | 23 | 21 | 2   |
| 11    | Everton                   | 23    | 19 | 5  | 8 | 6  | 23 | 22 | 1   |
| 12    | Palestino                 | 23    | 19 | 5  | 8 | 9  | 23 | 22 | 1   |
| 13    | Santiago Wanderers        | 23    | 19 | 6  | 5 | 8  | 17 | 23 | -6  |
| 14    | Unión San Felipe          | 23    | 19 | 6  | 5 | 8  | 24 | 33 | -9  |
| 15    | Deportes Melipilla        | 20    | 19 | 6  | 2 | 11 | 17 | 23 | -6  |
| 16    | Deportes Temuco           | 19    | 19 | 6  | 1 | 12 | 17 | 39 | -22 |
| 17    | Audax Italiano            | 18    | 19 | 4  | 6 | 9  | 24 | 32 | -8  |
| 18    | Rangers                   | 18    | 19 | 4  | 6 | 9  | 24 | 32 | -8  |
| 19    | Deportes Puerto Montt     | 18    | 19 | 5  | 3 | 11 | 17 | 31 | -14 |
| 20    | Coquimbo Unido            | 15    | 19 | 3  | 6 | 10 | 18 | 30 | -12 |

|  | Kvalificerad för Copa Libertadores 2006. |

### Grupp A
| Plac | Lag                   | Poäng | S  | V  | O | F  | GM | IM | MSK |
| ---- | --------------------- | ----- | -- | -- | - | -- | -- | -- | --- |
| 1    | Universidad Católica  | 49    | 19 | 15 | 4 | 0  | 33 | 3  | 30  |
| 2    | Huachipato            | 34    | 19 | 10 | 4 | 5  | 31 | 20 | 11  |
| 3    | Deportes Concepción   | 33    | 19 | 9  | 6 | 4  | 28 | 24 | 4   |
| 4    | Unión San Felipe      | 23    | 19 | 6  | 5 | 8  | 24 | 33 | -9  |
| 5    | Deportes Puerto Montt | 18    | 19 | 5  | 3 | 11 | 17 | 31 | -14 |

### Grupp B
| Plac | Lag                  | Poäng | S  | V  | O | F  | GM | IM | MSK |
| ---- | -------------------- | ----- | -- | -- | - | -- | -- | -- | --- |
| 1    | Universidad de Chile | 38    | 19 | 11 | 5 | 3  | 34 | 24 | 10  |
| 2    | Deportes La Serena   | 24    | 19 | 6  | 6 | 7  | 24 | 24 | 0   |
| 3    | Everton              | 23    | 19 | 5  | 8 | 6  | 23 | 22 | 1   |
| 4    | Santiago Wanderers   | 23    | 19 | 6  | 5 | 8  | 17 | 23 | -6  |
| 5    | Deportes Temuco      | 19    | 19 | 6  | 1 | 12 | 17 | 39 | -22 |

### Grupp C
| Plac | Lag            | Poäng | S  | V | O | F | GM | IM | MSK |
| ---- | -------------- | ----- | -- | - | - | - | -- | -- | --- |
| 1    | Cobresal       | 28    | 19 | 8 | 4 | 7 | 30 | 24 | 6   |
| 2    | Cobreloa       | 23    | 19 | 6 | 5 | 8 | 23 | 21 | 2   |
| 3    | Palestino      | 23    | 19 | 5 | 8 | 9 | 23 | 22 | 1   |
| 4    | Audax Italiano | 18    | 19 | 4 | 6 | 9 | 24 | 32 | -8  |
| 5    | Rangers        | 18    | 19 | 4 | 6 | 9 | 24 | 32 | -8  |

### Grupp D
| Plac | Lag                       | Poäng | S  | V  | O | F  | GM | IM | MSK |
| ---- | ------------------------- | ----- | -- | -- | - | -- | -- | -- | --- |
| 1    | Colo-Colo                 | 44    | 19 | 13 | 5 | 1  | 47 | 17 | 30  |
| 2    | Universidad de Concepción | 27    | 19 | 8  | 3 | 8  | 27 | 28 | -1  |
| 3    | Unión Española            | 24    | 19 | 6  | 6 | 7  | 30 | 34 | -4  |
| 4    | Deportes Melipilla        | 20    | 19 | 6  | 2 | 11 | 17 | 23 | -6  |
| 5    | Coquimbo Unido            | 15    | 19 | 3  | 6 | 10 | 18 | 30 | -12 |

|  | Kvalificerade för slutspel |
|  | Kvalificerade för playoff  |

### Slutspel

#### Playoff
Rangers och Unión San Felipe gick vidare till den första omgången i och med högre poäng i grundserien.

#### Final
| Primera División Vinnare av Torneo Clausura 2005 |
| ------------------------------------------------ |
| Chile                                            |
| Universidad Católica 9:e titeln                  |

## Sammanlagd tabell
För den sammanlagda tabellen lades poängen för säsongerna 2003, 2004 och 2005 ihop. Poängen för 2003 delades med fem, 2004 med 3,33 och 2005 med två - därefter lades allt ihop.
| Plac. | Lag                       | 2003  | 2003  | 2004  | 2004  | 2005  | 2005  | Totalt |
| Plac. | Lag                       | Poäng | Snitt | Poäng | Snitt | Poäng | Snitt | Totalt |
| ----- | ------------------------- | ----- | ----- | ----- | ----- | ----- | ----- | ------ |
| 1     | Universidad Católica      | 44    | 8.8   | 51    | 15.3  | 93    | 46.5  | 70.6   |
| 2     | Colo-Colo                 | 55    | 11.0  | 65    | 19.5  | 76    | 38.0  | 68.5   |
| 3     | Universidad de Chile      | 43    | 8.6   | 57    | 17.1  | 77    | 38.5  | 64.2   |
| 4     | Deportes Concepción       | 0     | 0     | 0     | 0     | 61    | 61.0  | 61.0   |
| 5     | Cobreloa                  | 53    | 10.6  | 62    | 18.6  | 56    | 28.0  | 57.2   |
| 6     | Huachipato                | 41    | 8.2   | 47    | 14.1  | 65    | 32.5  | 54.8   |
| 7     | Universidad de Concepción | 56    | 11.2  | 60    | 18.0  | 46    | 23.0  | 52.2   |
| 8     | Unión Española            | 49    | 9.8   | 49    | 14.7  | 50    | 25.0  | 49.5   |
| 9     | Everton                   | 0     | 0     | 43    | 17.2  | 53    | 31.8  | 49.0   |
| 10    | Cobresal                  | 43    | 8.6   | 34    | 10.2  | 60    | 30.0  | 48.8   |
| 11    | Santiago Wanderers        | 46    | 9.2   | 50    | 15.0  | 46    | 23.0  | 47.2   |
| 12    | Deportes La Serena        | 0     | 0     | 34    | 13.6  | 50    | 30.0  | 43.6   |
| 13    | Rangers                   | 39    | 7.8   | 33    | 9.9   | 46    | 23.0  | 40.7   |
| 14    | Audax Italiano            | 43    | 8.6   | 47    | 14.1  | 34    | 17.0  | 39.7   |
| 15    | Palestino                 | 43    | 8.6   | 35    | 10.5  | 41    | 20.5  | 39.6   |
| 16    | Coquimbo Unido            | 17    | 3.4   | 47    | 14.1  | 44    | 22.0  | 39.5   |
| 17    | Deportes Puerto Montt     | 40    | 8.0   | 37    | 11.1  | 36    | 18.0  | 37.1   |
| 18    | Deportes Melipilla        | 0     | 0     | 0     | 0     | 37    | 37.0  | 37.0   |
| 19    | Unión San Felipe          | 22    | 4.4   | 32    | 9.6   | 41    | 20.5  | 34.5   |
| 20    | Deportes Temuco           | 28    | 5.6   | 45    | 13.5  | 36    | 18.0  | 34.1   |

|  | Nedflyttningskval. |
|  | Nedflyttade.       |